# Стефан Олсдал
Бо Стефан Олександр Олсдал (швед. Bo Stefan Alexander Olsdal, нар. 31 березня 1974) — шведсько-люксембурзький музикант, найбільш відомий як басист та гітарист альтернативного рок-гурту Placebo, він також є учасником електронного гурту Digital 21 + Stefan Olsdal.

## Ранні роки
Стефан Олсдал народився 31 березня 1974 року в місті Гетерборзі у Швеції в родині заможного банкіра.
Стефан вчився в шведській школі, проте після переїзду його сім'ї в Люксембург, де він продовжив навчання в Американській Міжнародній Школі Люксембургу, де вчився Браян Молко. З їхніх розповідей відомо, що Стефан був членом баскетбольної команди, тому нічим особливим він не вирізнявся. Незважаючи на те, що зараз Стефан відомий як басист, починав він свою музичну кар'єру як барабанщик у Dr. Zhivago в 1987 році. Але досить швидко Стефан зрозумів, що заходитись подалі від публіки — не його, а бути спереду подобалось більше.
Саме тому я взявся за бас-гітару і паралельному навчався грі на піаніно. Першою бас-гітарою, яку я купив, була Fender Precision, тому що саме така була у Стіва Гарріса з Iron Maiden..— Стефан Олсдал
У 18 років смаки Стефана змінилися, і з виконавців, які значно впливали на нього, він завжди виділяв Depeche Mode, Eurythmics, The Cure і Девіда Бові.
Школу Стефан приїхав закінчувати в Швеції, і після її закінчення, він опинився в Лондоні, де поступив у Musicians Institute.

## Placebo
Стефан і Браян знали один одного зі школи, але в той час не спілкувались, бо належали до різних компаній. Проте через деякий час вони зустрілися в лондонському метро на станції Kensington. Молко запросив Стефана на свій виступ в барі разом з Стіві Х'юїтом. Після виступу хлопці спілкуються, і знаходять багато спільного, і Стефан пропонує створити гурт.

## Hotel Persona
У 2006 році у Стефана з'явився сайд-проект — «Hotel Persona». Разом з Девідом Аменом вони почали організовувати вечірки як ді-джеї, а в 2008 році вони випустили альбом «In the Clouds».

## Особисте життя
Стефан — відкритий гей. Стефан здійснив камінг-аут в 1996 році. Він познайомився з своїм партнером, Девідом Аменом, за кілька днів до знайомства з Браяном. Стефан разом з своїм партнером виховують сина.
|                 | Це був один з тих днів, які змушують тебе задуматись про те, що в цьому світі всім керує доля, тому що збігів занадто багато. На тому тижні, коли я зустрів Браяна, я зустрів свого партнера.Так моє життя змінилось за один тиждень. |
| — Стефан Олсдал | |

Стефан ідеально володіє шведською, німецькою, англійською, іспанською і французькою мовами.

## Обладнання
Стефан є і гітаристом, і бас-гітаристом, і клавішником. До його колекції гітар входять: Gibson Thunderbird, Fender Jazz Bass, Fender Bass VI, Gibson Les Paul Custom, Gretsch Anniversary, Fender Telecaster, Fender Jaguar Bass, які також поєднуються з великим педалбордом (Electro-Harmonix Memory Boy analog delay, Electro-Harmonix Micro Q-Tron envelope filter, MXR Slash Octave Fuzz distortion і також інші).